# Baintner Ferenc (élelmiszervegyész)
Baintner Ferenc, Baininger (Balassagyarmat, 1871. május 20. – Balassagyarmat, 1948. március 26.) agrármérnök, élelmiszervegyész, borász. Baintner Károly állatorvos apja.

## Élete
Baintner Ottó bankigazgató fiaként született. Iglón járt gimnáziumba, majd 1889-től Budapesten tanult vegyészetet. Ezután vegyész-asszisztens volt, s 1893-ban a Magyaróvári Gazdasági Akadémia hallgatói sorába lépett. 
Miután megszerezte diplomáját, tanársegédként dolgozott. Megismerkedett Linhart György unokahúgával, akivel házasságot kötött. 1896-ban került Kolozsvárra, ahol a vegykísérleti tanszéken működött, kutatásokat végzett az ottani Vegyvizsgáló Állomáson, majd igazgatóvá nevezték ki. Cikkei a Kísérletügyi Közlemények-ben publikálta. Elsősorban a tejvizsgálat, borászat és szeszgyártás területén fejtett ki munkásságot. 
1920-ban, a trianoni békeszerződést követően szülővárosába költözött vissza.

## Művei
- Vegytan. Kolozsvár, 1902.
- Mezőgazdasági szeszgyárak jövedelmezősége, berendezése, üzemek. Kolozsvár, 1904.
- A borászat kézikönyve. Kolozsvár, 1906.